# Rune Jarstein
Rune Jarstein (Skien, 29 september 1984) is een Noors betaald voetballer die speelt als doelman. Hij tekende in december 2013 een contract voor 2,5 jaar bij Hertha BSC, dat hem overnam van Viking Stavanger. Jarstein debuteerde in 2007 in het Noors voetbalelftal.

## Interlandcarrière
Onder leiding van bondscoach Åge Hareide maakte Jarstein zijn debuut voor het Noors voetbalelftal op 22 augustus 2007 in het oefenduel tegen Argentinië (2-1), net als middenvelder Alexander Tettey van Rosenborg BK. Jarstein viel in dat duel in de rust in voor Håkon Opdal.

## Erelijst
| Kampioen Tippeligaen | 1x | 2009 |